# SMS Babenberg
SMS Babenberg – przeddrednot zbudowany dla Austro-Węgierskiej Marynarki Wojennej na początku XX wieku. Został zwodowany 4 października 1902 roku jako ostatni okręt typu Habsburg. Razem ze swoimi siostrzanymi okrętami wziął udział w ostrzale Ankony podczas I wojny światowej. Po wojnie został przekazany Wielkiej Brytanii jako pryz. Został zezłomowany we Włoszech w roku 1921.

## Budowa i konstrukcja
SMS „Babenberg” był ostatnim okrętem swojego typu. Stępkę pod okręt położono 19 stycznia 1901 roku w stoczni Stabilimento Tecnico Triestino w Trieście. Pancernik został zwodowany 4 października 1902 roku. Po zakończeniu prac wykończeniowych, okręt został wprowadzony do służby w austro-węgierskiej marynarce wojennej 15 kwietnia 1904 roku.

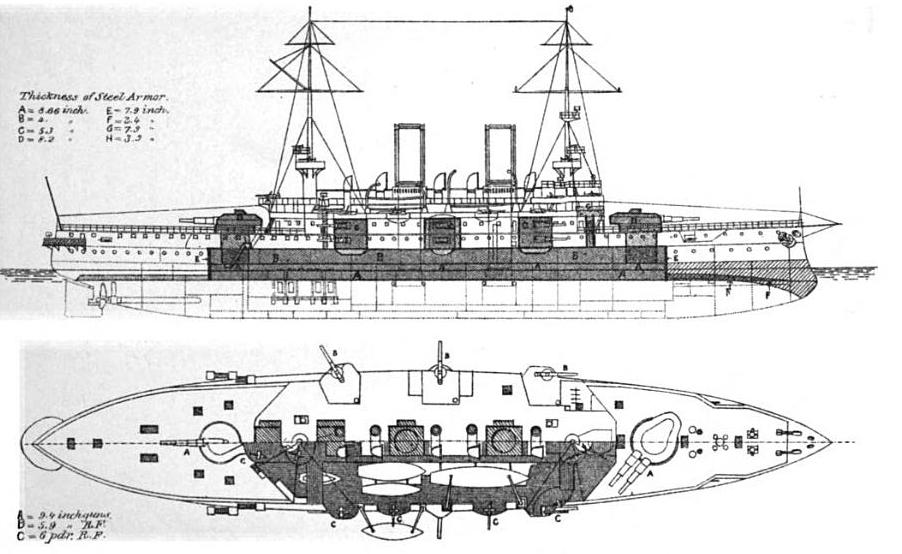
Rzut z lewej burty i plan pokładu pancernika typu Habsburg; zacieniowana powierzchnia jest opancerzona

Jak wszystkie okręty z jego typu, „Babenberg” miał 113,1 m długości na linii wody oraz 114,55 m długości całkowitej. Szerokość wynosiła 19,86 m, a zanurzenie 7,46 m. Wysokość wolnej burty wynosiła ok. 5,80 m na dziobie i ok. 5,50 m na rufie. Wyporność okrętu wynosiła 8364 tony. Załoga składała się z 638 oficerów i marynarzy.
Układ napędowy okrętu składał się z dwóch czterocylindrowych maszyn parowych potrójnego rozprężania poruszających dwa wały śrubowe. Były one zasilane w parę przez 16 kotłów parowych Belleville. Moc „Babenberga” wynosiła 16000 KM, co pozwalało mu osiągać prędkość maksymalną 19,85 węzła.
Kadłub okrętu został zbudowany z poprzecznych i podłużnych ram, a zewnętrzne płyty kadłuba były do nich przynitowane. Kadłub posiadał dno podwójne, które przebiegało przez 63% jego długości. Seria wodoszczelnych grodzi przebiegała od stępki do pokładu działowego; na okręcie był 174 przedziały wodoszczelne. Wysokość metacentryczna okrętu wynosiła pomiędzy 0,82 m a 1,02 m. Po obu stronach kadłuba zamontowano stępki przechyłowe w celu zmniejszenia kołysania okrętu. Płaski pokład główny był pokryty drewnem, a górne pokłady były pokryte linoleum lub wykładziną.
Uzbrojenie główne pancernika składało się z trzech dział kal. 240 mm o długości lufy 40 kalibrów (L/40), zamontowanych w jednej podwójnej wieży artyleryjskiej na dziobie okrętu i jednej pojedynczej wieży na rufie. Działa typu K01 zostały wyprodukowane przez firmę Škoda w Czechach. Była to licencyjna odmiana armat Krupp C 97. Szybkostrzelność dział wynosiła ok. dwóch strzałów na minutę przy użyciu pocisków przeciwpancernych o masie 229 kg. Artylerię średniego kalibru stanowiło dwanaście dział Kruppa C96 L/40 kal. 150 mm w kazamatach. Dodatkowo okręt posiadał 10 dział kal. 66 mm L/45, 6 szybkostrzelnych dział kal. 47 mm L/44 i dwa szybkostrzelne działa kal. 47 mm L/33 jako obrona przed kutrami torpedowymi. Wszystkie te działa były zamontowane pojedynczo, na górnych pokładach i nadbudówce, lub w kazamatach na dziobie i rufie. Na marsach, na obu masztach, okręty miały po dwa (czyli łącznie cztery) karabiny maszynowe kal. 8 mm. Okręty typu Habsburg były chronione przez utwardzoną stal niklową. Główny pas opancerzenia w centralnej części okrętu, gdzie zlokalizowane były magazyny amunicji, maszynownie oraz inne krytyczne miejsca, miał grubość 220 mm. Na końcu sekcji centralnej pancerz zmniejszał grubość do 180 mm.

## Służba

### Czas pokoju
Po wprowadzeniu do służby w 1904 roku, „Babenberg” wraz z siostrzanymi okrętami SMS „Habsburg” i SMS „Árpád” wziął udział w manewrach floty, podczas których trzy okręty typu Habsburg zaangażowały trzy pancerniki obrony wybrzeża typu Monarch w symulowaną bitwę. Pancerniki typu Habsburg utworzyły I Dywizjon Pancerników. Wraz z wprowadzeniem do służby nowego typu pancerników – Erzherzog Karl – pancerniki typu Habsburg zostały przeniesione do II Dywizjonu, a pancerniki typu Monarch do III Dywizjonu.

### I wojna światowa
Podczas I wojny światowej „Babenberg” wraz ze swoimi siostrzanymi okrętami służył w IV Dywizjonie Pancerników. W przeddzień wybuchu wojny trzy pancerniki oraz reszta austro-węgierskiej floty zostały zmobilizowane w celu osłony ucieczki SMS „Goeben” i SMS „Breslau”, od 28 lipca do 10 sierpnia 1914 roku. Te dwa niemieckie okręty stacjonowały na Morzu Śródziemnym i próbowały wyrwać się z Mesyny, która była blokowana przez brytyjskie okręty. Po tym jak niemieckim okrętom udało się zmylić pogoń i przedostać do Turcji, flota została odwołana. W tym czasie austro-węgierskie okręty były mniej więcej na wysokości Brindisi w południowo-wschodnich Włoszech. Kiedy Włochy dołączyły do wojny po stronie Francji i Anglii, austro-węgierska marynarka ostrzelała kilka włoskich miast portowych wzdłuż wybrzeża Adriatyku. „Babenberg” wziął udział w ostrzale Ankony 23 maja 1915 roku.
Po bombardowaniu Ankony „Babenberg” i jego siostrzane okręty powróciły do portu w Puli. Ze względu na niedostatek węgla, okręty pozostały tam do końca wojny . Później „Babenberg” został przemianowany na okręt obrony wybrzeża . 18 grudnia 1917 roku admirał Maximilian Njegovan zarekomendował wycofanie przestarzałych wówczas pancerników typu Habsburg w celu zasilenia ich personelem załóg okrętów podwodnych i sił lotniczych, co zostało zaaprobowane przez cesarza Karola I 28 grudnia 1917 roku. W roku 1918 pancernik pełnił funkcję hulku mieszkalnego . Po wojnie „Babenberg” razem ze swoimi siostrzanymi okrętami został przekazany Wielkiej Brytanii jako pryz, a następnie sprzedany do Włoch i zezłomowany w roku 1921.